# Hal Malchow
Harold Clark Malchow Jr. (Gulfport, 4 de noviembre de 1951-Zúrich, 21 de marzo de 2024) fue un consultor político, abogado de valores y escritor estadounidense. Durante su carrera de consultoría, trabajó para todos los candidatos presidenciales demócratas desde 1988 hasta 2004, en más de 30 campañas senatoriales, 20 campañas para gobernador y múltiples organizaciones. Se especializó en envíos por correo de «contacto directo con los votantes», una forma de campaña. Malchow es considerado un pionero en la microfocalización de votantes con datos para campañas.

## Primeros años y educación
Harold Clark Malchow Jr. nació el 4 de noviembre de 1951, en Gulfport, Misisipi, hijo de Mary Clark Hewes y Harold Clark Malchow. Su madre, una economista y profesora republicana, se molestó profundamente cuando se eliminó la segregación en la clase de noveno grado de Malchow. Su padre era ingeniero ambiental, y el abuelo paterno de Malchow era Harold C. Malchow.
Malchow se graduó en Gulfport High School en 1969  y en Millsaps College con una licenciatura en ciencias políticas en 1973. Recibió un título de Juris doctor de la Escuela de Derecho McGeorge de la Universidad del Pacífico en 1981 y aprobó el Colegio de Abogados de Misisipi el mismo año. En la Universidad del Pacífico, fue vicepresidente del colegio de estudiantes de abogados y editor asociado de una revista de derecho.
A principios de 1987, Malchow fue detenido junto con otros dos estadounidenses en un aeropuerto internacional de Perú, tras ser acusado por un agente de aduanas de posesión de cocaína. Un agente de aduanas alegó que tenían toallas de papel empapadas en cocaína líquida en el equipaje de uno de los otros estadounidenses; Se alega que Malchow puso cocaína en un yeso en el brazo que llevaba. La policía dijo que los tres, detenidos mientras se preparaban para abordar un avión con destino a Holanda, no fueron encarcelados ni acusados formalmente.

## Carrera
La participación política de Malchow comenzó en la universidad y dirigió algunas campañas fallidas antes de una exitosa con Al Gore. Trabajó para múltiples organizaciones, incluidas United Auto Workers, el Comité Nacional Demócrata, AFL-CIO, Sierra Club y EMILY's List. Ayudó a fundar el Analyst Institute con Michael Podhorzer en 2007, y creó una empresa de consultoría, MSHC Partners.

### Carrera temprana (1970-1990)
Mientras asistía a Millsaps College, Malchow se unió al Partido Demócrata por la Libertad de Misisipi, que desafió al Partido Demócrata a resistir a los segregacionistas del establishment. También organizó manifestaciones contra Vietnam y fue columnista de izquierda para el periódico de la escuela. Malchow también trabajó en la fallida candidatura a gobernador de Charles Evers en 1971.
Malchow trabajó brevemente como abogado de valores, y trabajó en un bufete de abogados en Jackson, Misisipi, pero lo dejó después de darse cuenta de lo aburrido que se comparaba redactar contratos para defenderse contra el fraude financiero con idear planes para hacerlos.
Se ofreció como voluntario para trabajar con Mississippi First, una organización progresista sin fines de lucro fundada en 1982 que respaldaba las reformas del gobernador de Misisipi, William F. Winter, que se estancaron en la etapa legislativa. Malchow era el jefe de recaudación de fondos de Mississippi First, donde solicitaba listas de donantes a los gobernadores vivos anteriores e introducía manualmente cada nombre en un Apple II. La recaudación de fondos recaudó $100 000, lo que permitió el esfuerzo de promulgar las leyes educativas de Winter.
Después de graduarse, trabajó dirigiendo campañas, pero ninguna tuvo éxito hasta que dirigió la campaña al senado de Al Gore en 1984. Malchow fue contratado en el Partido Demócrata de Tennessee como secretario ejecutivo temporal a finales de 1983, antes de convertirse en director de campaña de Gore. Después de la campaña, se mudó a Washington D. C., donde a menudo le pedían que ayudara en la recaudación de fondos por correo. Malchow ideó solicitudes que podían enviarse por correo a lectores de determinadas revistas y a donantes de causas, diciendo que «tenían que ser una carta de cuatro páginas y debían ir en un sobre» para que fueran efectivas.

### Carrera posterior (1990-2010)
MSHC Partners, su empresa consultora, manejó el correo político de las campañas de 30 senadores y 20 gobernadores. Lo hizo tanto en las campañas de Bill Clinton como también en la de John Kerry. Durante la reelección de Clinton, el diez por ciento del dinero que recaudó el Comité Nacional Demócrata se destinó a MSHC Partners.
A mediados de los años 90, empezó a utilizar bases de datos de consumidores con información útil sobre los votantes. La microfocalización de personas con grupos demográficos, características individuales y áreas geográficas se utiliza ahora ampliamente en las campañas.
Cerró MSHC Partners después de las elecciones estadounidenses de 2010, lo que sorprendió a sus colegas y a los empleados y clientes de la firma. En un correo electrónico que les escribió, dijo que «la publicidad se ha vuelto no sólo más negativa sino más viciosa y personal... No digo todo esto para criticar a nadie... Simplemente ya no quiero hacer esto».

### Semijubilación (2010-2024)
Aunque cerró MSHC Partners, Malchow continuó trabajando con el Analyst Institute y el Voter Participation Center. Se mudó del condado de Arlington, Virginia, a Santa Fe, Nuevo México. Desde mayo de 2014 hasta diciembre de 2016, Malchow fue presidente de la Asociación Internacional de Dislexia.

## Salud y muerte
La madre de Malchow comenzó a sufrir demencia de aparición temprana, por lo que Malchow se sometió a un examen genético en 1987 que encontró que era probable que desarrollara Alzheimer. En ese momento, tenía alrededor de 35 años y prometió quitarse la vida si desarrollaba síntomas. Malchow sería examinado periódicamente para detectar síntomas. Una exploración de ondas cerebrales de 2019 mostró evidencia de una demencia emergente y le diagnosticaron Alzheimer. Adoptó una dieta y ejercicio regular con la esperanza de evitar sus efectos. Sin embargo, al año siguiente comenzó a mostrar síntomas concretos, olvidando contraseñas y películas o televisión que veía.
A pesar de que Nuevo México permite el suicidio asistido, el estado exige que sea para pacientes terminales con un pronóstico de sólo unos pocos meses; el Alzheimer no cumple con ese requisito. En septiembre de 2023, Malchow se puso en contacto con el grupo sin fines de lucro de defensa de la muerte asistida Dignitas y programó su muerte. La fecha estaba programada para cuando terminaría su último libro.
Malchow murió por suicidio asistido en Zúrich, Suiza, el 21 de marzo de 2024, a la edad de 72 años.